# ツゾー・ウィルソン
ジョン・ツゾー（トゥーゾー）・ウィルソン（John Tuzo Wilson、1908年10月24日 - 1993年4月15日）は、理学博士号をもつスコットランド系カナダ人の地球物理学者で地質学者である。

## 生涯
1908年、スコットランド移民の子としてカナダのオンタリオ州オタワで生を受けた。1930年にトロント大学で地球物理学を学び、ケンブリッジ大学セント・ジョンズ・カレッジ及びプリンストン大学で地球物理学に関連する様々な学位をとった。地質学者としては最高峰の学位にあたる博士号をとったのは1936年であった。研究が一段落すると第二次世界大戦が起こったため、カナダ陸軍に入隊し、大佐で退役した。
彼の業績は、プレートテクトニクス理論において、地球表面を覆う固い外層である地殻と上部マントルをあわせたリソスフェアがより軟らかい層であるアセノスフェアの上を覆う十数枚に及ぶプレートとして動いているという考え方を提唱し、世界的に名声を博した。ウィルソンの説には、ハワイ諸島が北西方向へ向かってゆっくり動く太平洋プレート上のホットスポットによって生み出された海底火山の一群であることも含まれていた。更に1965年には、大洋中央海嶺を横切っている断層は、後から生まれた単なる横ずれ断層ではなく、プレートが分裂するときに水平方向にできる断層であるというトランスフォーム断層の考え方をネイチャー誌に発表するなどの画期的な業績を残している。
カナダ勲章のオフィサー（Officer）を1969年に受賞し、さらにカナダ勲章最高位であるコンパニオン（Companion）を1974年に受賞した。またカナダとロンドンの王立協会のフェローとなった。
トロント大学エリンダール校の学長に就任し、またテレビ番組「The Planet of Man」の主宰者としてカナダ国民に親しまれた。

## 受賞歴
- 1968年: ペンローズ・メダル (Penrose Medal) （アメリカ地質学会）
- 1975年: ジョン・カーティー賞
- 1978年: ウォラストン・メダル（ロンドン地質学会）

## J. Tuzo Wilson Medal
カナダ地球物理学協会 (Canadian Geophysical Union) は、ウィルソンの業績を記念してJ・ツゾー・ウィルソン・メダル (J. Tuzo Wilson Medal) を設け、地質学や地球物理学に大きな業績を挙げた研究者を表彰している。

### 受賞者
- 1978年: ツゾー・ウィルソン (J. Tuzo Wilson)
- 1979年: Roy O. Lindseth
- 1980年: Larry W. Morley
- 1981年: George D. Garland
- 1982年: Jack A Jacobs
- 1983年: D. Ian Gough
- 1984年: Ted Irving
- 1985年: Harold O. Seigel
- 1986年: Mike Rochester
- 1987年: David Strangway
- 1988年: Ernie Kanesewich
- 1989年: Leonard S. Collett
- 1990年: Gordon F. West
- 1991年: Thomas Krogh
- 1992年: R. Don Russel
- 1993年: Alan E. Beck
- 1994年: Michael J. Berry
- 1995年: Charlotte Keen
- 1996年: Petr Vanicek
- 1997年: Chris Beaumount
- 1998年: Ron Clowes
- 1999年: David J. Dunlop
- 2000年: Donald M. Gray
- 2001年: Roy D. Hyndman
- 2002年: Doug E. Smylie
- 2003年: Gary K.C. Clarke
- 2004年: Dick Peltier
- 2005年: Ted Evans
- 2006年: Alan Jones
- 2007年: Herb Dragert
- 2008年: Ming-ko (Hok) Woo